# Abu-Míhjan
Abu-Míhjan Abd-Al·lah (o Màlik o Amr) ibn Habib, més conegut simplement com a Abu-Míhjan (segle vii), fou un poeta àrab de la tribu dels thaqif.
Va participar en la defensa de Taif contra el profeta Muhàmmad i va ferir d'una fletxa a un fill d'Abu-Bakr as-Siddiq (630). Es va convertir a l'islam al cap d'un o dos anys i va lluitar en la batalla d'Al-Qadissiyya. Potser també va participar en la batalla de Vologesias (Ullays). El 637 el califa Úmar ibn al-Khattab el va enviar a l'exili a Nasi on va morir poc temps després.
En la seva poesia desafia obertament la prohibició de beure vi (causa per la que fou exiliat).